# 13156 Mannoucyo
13156 Mannoucyo (tên chỉ định: 1995 SP3) là một tiểu hành tinh vành đai chính. Nó được phát hiện bởi Kin Endate và Kazuro Watanabe ở Đài thiên văn Kitami ở Hokkaidō, Nhật Bản, ngày 20 tháng 9 năm 1995. Nó được đặt theo tên thành phố thuộc Mannō, Kagawa Prefecture, Nhật Bản.